# Бенцинг, Труди
Тру́ди Бе́нцинг (нем. Trudi Benzing) — немецкая кёрлингистка.
В составе женской сборной ФРГ участвовала в трёх чемпионатах мира (лучший результат — восьмое место в 1979) и чемпионате Европы 1979 (заняли шестое место).
Играла на позициях первого и второго.

## Команды
| Сезон   | Четвёртый   | Третий      | Второй          | Первый          | Турниры           |
| ------- | ----------- | ----------- | --------------- | --------------- | ----------------- |
| 1978—79 | Сюзи Кизель | Гизела Лунц | Хайди Шапман    | Труди Бенцинг   | ЧМ 1979 (8 место) |
| 1979—80 | Сюзи Кизель | Гизела Лунц | Hildegard Meier | Труди Бенцинг   | ЧЕ 1979 (6 место) |
| 1979—80 | Сюзи Кизель | Гизела Лунц | Труди Бенцинг   | Инес Кампаньоло | ЧМ 1980 (9 место) |
| 1981—82 | Сюзи Кизель | Гизела Лунц | Труди Бенцинг   | Даниэла Кизель  | ЧМ 1982 (9 место) |

(скипы выделены полужирным шрифтом)